# Sarah Minter
Sarah Minter (1953-7 d'abril de 2016) va ser una directora de cinema i videoartista mexicana, pionera del cinema i vídeo experimental al seu país.

## Biografia
Minter va néixer a la ciutat de Puebla de Zaragoza—en una família de nou germans—on viu durant deu anys fins que la seva família decideix migrar a la Ciutat de Mèxic (abans DF) quan Sarah té 10 anys. Aquesta mudança li dona l'oportunitat de formar-se a la Universitat Autònoma de la Ciutat de Mèxic on estudia Teatre. Paral·lelament Sarah aprèn de manera autodidacta, disseny gràfic i cinema. Des de jove, en la dècada dels setanta, Minter es va interessar en l'experimentació artística com ho demostra el seu pas pel Teatre Laboratori, liderat per Juan Carlos Uviedo durant la seva estada a Mèxic entre 1970 i 1974. “Pot dir-se que la seva obra sol estar travessada per una mirada de caràcter afectiu que expressa un particular interès per les relacions de l'individu amb el social, el polític, la urbe, el cos i el gaudi.”
”De vegades em volien encarregar alguna cosa i no entenien com podia dir-los que no. Vaig fer Chrysler, Sheraton... Després només cultura, de fet vaig fer la imatge de la Filharmònica de la Ciutat de Mèxic, vaig fer el logotip que avui dia existeix en l'Ollin Yoliztli. Vaig treballar per a discos Polydor, vaig treballar per a la televisió alemanya, vaig ser freelance sempre i vaig començar a fer foto publicitària. Però una altra vegada això mateix em va portar a la imatge i vaig començar a fer els meus primers “súper ochos” Vaig començar a anar al CUEC de manera no formal, perquè d'alguna manera sempre he cregut que una pot fer el que vulgui si s'ho proposa i vaig assistir a algunes classes que m'interessaven"
En els primers anys de la dècada dels vuitanta Sarah abandona el disseny gràfic per dedicar-se a la imatge en moviment, encara que comença a treballar amb formats cinematogràfics, opta ràpidament pel video: “El meu primer contacte amb les imatges en moviment va ser en realitat amb el cinema: súper 8 i 16mm. Vaig fer algunes peces amb aquest material, però justament buscant la independència vaig arribar al video”.

## Obra

### Nadie es inocente (1987)
En 1987 Sarah Minter va estrenar una de les seves peces fonamentals “Nadie es inocente” (1985-1987), documental-ficció filmat en Betacam, que retrata la vida i periples de “Los mierdas punk” una banda punk de joves de Ciudad Neza. Aquesta peça li mereix el reconeixement dins i fora del país“ arran de "Nadie es inocente" va començar a haver-hi un interès més gran d'universitats, centres culturals, biblioteca públiques, i la gent. […] Diguem, aquesta pel·lícula va començar a rolar soleta pel món.”
“Després de Ningú és innocent, van venir altres vídeos com Mex Metr (1988), vídeo experimental de dotze minuts; Alma punk (1991-1992), video ficció de cinquanta minuts; Viajes. Un día y una noche por la Ciudad de México (1996), vídeo documental per a tres monitors; México (2001), vídeo monocanal de dotze minuts?

### Intervalos
En el 2004 Sarah presentaria en la Cel·la Contemporània del Claustre de Sor Juana, Intervalos una altra peça paradigmàtica que consisteix en 18 video-seqüències on reflexiona sobre si mateixa, a partir d'una selecció de diferents moments íntims i quotidians: “En els vídeos hi ha seqüències, loops, on físicament no estic jo, no obstant això, és evident que estic jo, no hi ha un altre que està veient, sinó és una subjectiva meva i llavors sempre estic present encara que en la meitat dels vídeos no estic jo, o sigui no està la meva imatge, està el que veig, però aquesta molt clar, que això és el que jo veig, i que estic aquí encara que no estic..”

### Nadie es inocente, 20 años después
En el 2010 Sarah Minter estrena la seqüela Nadie es inocente, 20 años después aquesta vegada Sarah torna als carrers de Ciutat Nezahualcóyotl a la recerca d'aquells joves, avui adults de més de quaranta anys, ex-integrants de “Los Mierdas Punk”. La pel·lícula mostra la vida actual dels personatges, alhora que rememora aquelles aventures juvenils i la malenconia que els precedeix. Per a la seva realització aquesta producció va obtenir el suport de l'Institut Mexicà de Cinematografia a través del Fons per a la Producció Cinematogràfica de Qualitat (Foprocine]. La fotografia de la cinta va estar a càrrec d'Emiliano Rocha Minter, jove cineasta mexicà i fill de Sarah Minter.

### Háblame de amor
Per a aquest projecte Sara Minter va organitzar diferents sopars amb amics propers –a partir del 2009– en aquestes reunions va gravar converses entorn de l'amor, el sexe i la complexitat de les relacions emotives. Totes les converses succeeixen en la mateixa ubicació (en el menjador de la casa de Minter). “Tots els sopars ocorren durant la nit i el menú sempre és el mateix: Spaghetti al chile poblano, amanida, pa, vins i cerveses.
“El que busco és que els convidats parlin de les seves experiències personals, - més que sobre conceptes generals o impersonals- del que és l'amor i temes limítrofs.”
Els participants en aquests sopars eren tots amic de l'artista, s'inclouen mexicans i estrangers, tant dones i homes homosexuals com a heterosexuals. El resultat són final té dos formats, el primer és un llargmetratge amb una durada aproximada d'1 hora minuts i una vídeo instal·lació per ser muntada en un espai museogràfic. En aquesta instal·lació es busca la participació del públic com un voyeur, on només en apropar-se podrà escoltar els diàlegs dels personatges i es converteix en un altre convidat més.

### Summer in Utopia
A partir del 2006 Sarah va realitzar diferents estades en la Ciutat lliure de Christiania (Dinamarca) per conèixer i viure per temporades amb els habitants d'aquesta comunitat anarquista fundada el 1971. Després de més de sis anys de treball, presenta el documental Summer in Utopia / Estiu en Utopia (2012. Documental / Vídeo digital) que discorre sobre aquesta ciutat “Entre el públic i el privat i la quotidianitat d'un estiu es teixeix la història i la filosofia d'aquesta comunitat a través de les seves contradiccions, la lluita quotidianes i la creació d'estratègies per defensar-se de l'amenaça de desaparèixer davant la pretesa "Normalització" de l'actual govern danès.” Aquesta producció és part del projecte a llarg termini Multiverse, sobre comunitats utòpiques i va tenir el suport del FONCA (Fons Nacional per a la Cultura i les Arts) dins del programa del Sistema Nacional de Creadors d'Art.

## Exposició retrospectiva

### Ojo en rotación
Ojo en rotación: Sarah Minter, imágenes en movimiento 1981-2015 va ser la primera exposició retrospectiva de Sarah Minter, guarida per Cecilia Delgado Masse i Sol Henaro per al Museu Universitari d'Art Contemporani de la Universitat Nacional Autònoma de Mèxic (UNAM). Aquesta exposició va mostrar 14 peces (vídeos i videoinstal·lacions) acompanyades d'un programa de cinema on es van concentrar la major part dels seus llargmetratges.
“Ojo en rotación articula una mirada panoràmica de l'obra de Minter la qual visibilitza els intersticis socials entre la política, l'economia i els afectes en la construcció de les seves imatges, la condició híbrida de les quals consisteix en la relació sempre oscil·lant entre el document i la ficció.”

## Activitat docent
A partir dels anys noranta, paral·lela a la seva producció artística, va emprendre diverses projectes pedagògiques i de difusió entorn del vídeo com “La sala del deseo” al Centre de la Imatge i el Taller de vídeo a l'Escola de Pintura, Escultura i Gravat “La Esmeralda”, del CENART.

## Premis
Sara Minter ha estat premiada per institucions com la Fundació Rockefeller, la Fundació MacArthur, l'Angelica Foundation, el FOPROCINE i el Fons Nacional per a la Cultura i les Arts (FONCA).